# Belleau Wood
USS Belleau Wood (LHA-3) war das dritte Schiff der Tarawa-Klasse, einer Klasse von amphibischen Angriffsschiffen der United States Navy. Sie wurde benannt nach der Schlacht im Wald von Belleau (Erster Weltkrieg).

## Geschichte
Die Belleau Wood wurde am 5. März 1973 durch die Ingalls Shipbuilding in Pascagoula, Mississippi, auf Kiel gelegt. Der Stapellauf erfolgte am 11. April 1977. Die Indienststellung erfolgte am 23. September 1978 unter Kapitän Steele. Ab Oktober 1978 war San Diego der Heimathafen. Die erste Übungsmission führte die Belleau Wood 1979 vor die Küste von Hawaii.
Sie wurde im Januar 1981 auf ihre erste Einsatzmission geschickt. Das Schiff rettete 150 vietnamesische Flüchtlinge. Die Crew erhielt dafür die Humanitarian Service Medal. Die Einsatzfahrt schloss drei große Manöver sowie den Besuch von acht Häfen ein. Im August des gleichen Jahres kehrte die Belleau Wood nach San Diego zurück.
Im August 1982 trat das Schiff seine zweite Einsatzfahrt an und nahm an vier großen Landungsübungen teil, einschließlich der JADE TIGER 83. Die dritte, erfolgreiche Einsatzfahrt der Belleau Wood dauerte von Januar bis Juli 1984. Danach brachte das Schiff eine elfmonatige Überholungsphase im Puget Sound Naval Shipyard in Bremerton, Washington, hinter sich.
Im Januar 1987 begann die vierte Einsatzfahrt der Belleau Wood. Sie nahm dabei an vier großen Übungseinsätzen teil, einschließlich der ersten Aleuten-Winter-Landungsübung seit dem Ende des Zweiten Weltkrieges. Erstmals wurde der AV-8B Harrier Senkrechtstarter eingesetzt. Dem Schiff wurde im Jahr 1987 außerdem der Admiral Flatley Memorial Award für Sicherheit im Flugbetrieb verliehen.

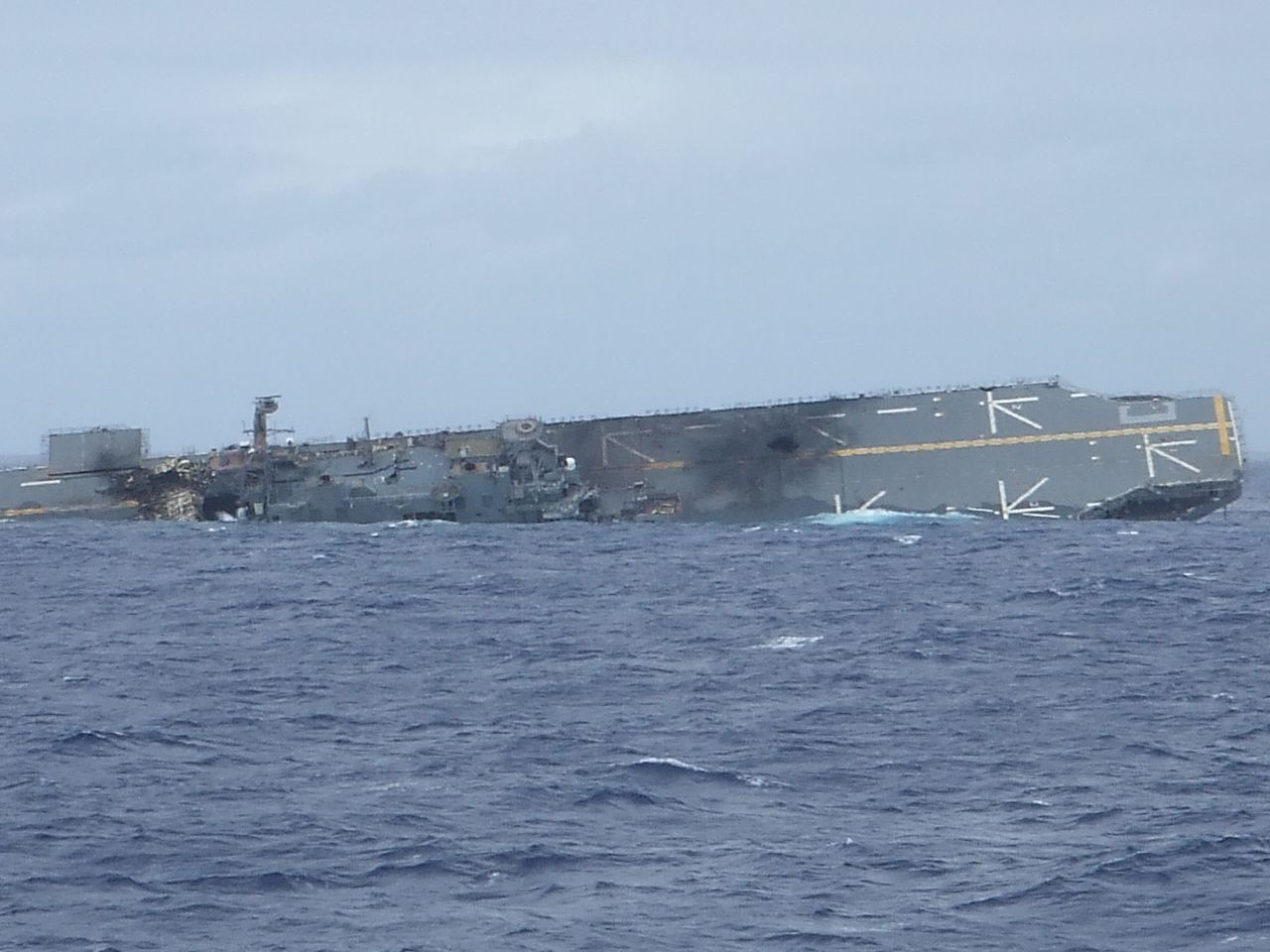
Versenkung der USS Belleau Wood (LHA-3) als Zielschiff

Im Januar 1989 lief die Belleau Wood Richtung Westpazifik aus. Während der nächsten fünf Monate nahm das Schiff an den beiden Übungen Team Spirit 89 in Korea und VALIANT USHER in den Philippinen und Korea teil.
Am 4. Oktober 1989 beherbergte das Schiff den Verteidigungsminister der Sowjetunion bei seinem historischen Besuch der Vereinigten Staaten.
1990 begann die zweite Überholungsphase der Belleau Wood in der Long Beach Naval Shipyard in Long Beach, Kalifornien. Unter anderem erhielt das Schiff eine verbesserte Version des Nahbereichsabwehrsystems Phalanx CIWS und ein neues Verteidigungssystem, das RIM-116 Rolling Airframe Missile (RAM) System.
Am 28. Oktober 2005 wurde die Belleau Wood außer Dienst gestellt. Am 13. Juli 2006 wurde das Schiff während der Übung RIMPAC als Zielschiff versenkt.